# Hoofdverkeersroute F
De Hoofdverkeersroute F was volgens de lettering van hoofdverkeersroutes de weg van Haarlem via Amsterdam, Amersfoort, Apeldoorn, Zutphen en Hengelo naar Duitsland. De weg liep destijds over de rijkswegen 5, 1, 29, 49, 46, 44 en 44b. Tegenwoordig wordt deze route ongeveer gevormd door de A1, N345, N346 en A1.

## Geschiedenis
In 1937 werd de hoofdverkeersroute F ingesteld. Deze letter verscheen op de kilometerpalen en hectometerpaaltjes naast de weg. In 1957 werd weglettering vervangen door de Wegnummering 1957. Hierdoor kreeg de route het nummer E35 tussen Amsterdam en Amersfoort, E8 tussen Amersfoort en Apeldoorn, N94 tussen Apeldoorn en Zutphen en weer E8 tussen Hengelo en Duitsland. Het deel tussen Zutphen en Hengelo was in deze nieuwe wegnummering ongenummerd.  